# North Wiltshire
North Wiltshire var ett distrikt i Wiltshire enhetskommun i Wiltshire grevskap, England. Distriktet har 125 372 invånare (2001).

## Civil parishes
- Ashton Keynes, Biddestone, Box, Braydon, Bremhill, Brinkworth, Broad Town, Brokenborough, Calne, Calne Without, Castle Combe, Charlton, Cherhill, Chippenham, Chippenham Without, Christian Malford, Clyffe Pypard, Colerne, Compton Bassett, Corsham, Cricklade, Crudwell, Dauntsey, Easton Grey, Great Somerford, Grittleton, Hankerton, Heddington, Hilmarton, Hullavington, Kington Langley, Kington St. Michael, Lacock, Langley Burrell Without, Latton, Lea and Cleverton, Leigh, Little Somerford, Luckington, Lydiard Millicent, Lydiard Tregoze, Lyneham and Bradenstoke, Malmesbury, Marston Maisey, Minety, Nettleton, North Wraxall, Norton, Oaksey, Purton, Seagry, Sherston, Sopworth, St. Paul Malmesbury Without, Stanton St. Quintin, Sutton Benger, Tockenham, Wootton Bassett och Yatton Keynell.[2]